# Rendement exergétique
Le rendement exergétique (appelé aussi rendement selon la seconde loi ou rendement rationnel) est une grandeur permettant de calculer le rendement d’un processus en prenant en compte la deuxième loi de la thermodynamique.

## Justification
Selon la deuxième loi de la thermodynamique, on peut montrer qu’aucun système ne peut avoir un rendement de 100 %. Si l’on calcule le rendement énergétique d’un système, la valeur que l’on obtient ne donne aucune information sur les pertes de ce système comparées à celles qu’aurait un système parfait du point de vue thermodynamique fonctionnant dans les mêmes conditions. Le rendement exergétique d’un système peut atteindre 100 %, parce que le travail en sortie est comparé au travail potentiel de l’entrée du système. En pratique, le rendement énergétique d’un système calorifique est toujours inférieur à son rendement exergétique.

## Définition
L’équilibre de l'exergie B d’un processus donne :
{\displaystyle B_{entr{\acute {e}}e}=B_{sortie}+B_{pertes}+B_{d{\acute {e}}truite}\qquad {\mbox{(1)}}}

Le rendement exergétique étant défini comme suit :
{\displaystyle \eta _{B}={\frac {B_{sortie}}{B_{entr{\acute {e}}e}}}=1-{\frac {(B_{pertes}+B_{d{\acute {e}}truite})}{B_{entr{\acute {e}}e}}}\qquad {\mbox{(2)}}}.

Pour de nombreux systèmes mécaniques, ceci peut être réécrit comme suit :
{\displaystyle \eta _{B}={\frac {{\dot {W}}_{net}}{{\dot {m}}_{combustible}\Delta G_{T}^{0}}}\qquad {\mbox{(3)}}}.
où :
{\displaystyle \Delta G_{T}^{0}} est l’enthalpie libre standard de la réaction à la température {\displaystyle \mathrm {T} } et la pression {\displaystyle p_{0}=1\mathrm {bar} } (appelé aussi la variation standard de la fonction de Gibbs),
{\displaystyle {\dot {W}}_{net}} est le travail net en sortie
{\displaystyle {\dot {m}}_{combustible}} est le débit massique de combustible.

De la même manière, le rendement énergétique peut être défini comme suit :
{\displaystyle \eta _{E}={\frac {{\dot {W}}_{net}}{{\dot {m}}_{combustible}\Delta H_{T}^{0}}}\qquad {\mbox{(4)}}}.
où :
{\displaystyle \Delta H_{T}^{0}} est l’enthalpie standard de la réaction à la température {\displaystyle \mathrm {T} } et la pression {\displaystyle p_{0}=1\mathrm {bar} }.

Pour tous les combustibles, on a {\displaystyle \Delta G_{T}^{0}<\Delta H_{T}^{0}} , ce qui signifie que le rendement exergétique doit toujours être supérieur au rendement énergétique.

## Application
La destruction d’exergie est une notion proche de celle de création d’entropie, de sorte que tout système incluant des processus hautement irréversibles aura un rendement énergétique faible. Par exemple, le processus de combustion au cœur des centrales thermiques brûlant des hydrocarbures est hautement irréversible, et de l’ordre de 25 % de l’exergie en entrée y est détruite.
Pour les combustibles fossiles, l’enthalpie libre de la réaction est généralement juste un peu plus faible que l’enthalpie de réaction, ce qui signifie que des équations (3) et (4), on peut voir que le rendement exergétique sera, dans le même ordre de grandeur, plus grand que le rendement énergétique. Par exemple, une centrale à cycle combiné gaz typique qui brûle du méthane peut avoir un rendement énergétique de 55 %, alors que son rendement exergétique sera de 57 %. Une centrale brûlant du méthane avec un rendement exergétique de 100 % aurait un rendement énergétique de 98 %.
Ceci signifie que pour la plupart des combustibles que nous utilisons, le rendement maximum qui puisse être atteint est supérieur à 90 %, même si, dans de nombreuses situations, on utilise un moteur thermique qui limite le rendement à celui de Carnot.

## Moteur de Carnot
Une confusion courante au sujet du rendement énergétique est que le rendement énergétique permet de faire la comparaison entre un cycle donné et le moteur thermique de Carnot. Ceci est faux car le moteur de Carnot est le moteur thermique le plus efficace possible, mais pas le dispositif le plus efficace pour produire du travail. Les piles à combustible, par exemple, peuvent théoriquement atteindre des rendements largement supérieurs à celui d’un moteur de Carnot.

## Rendement exergétique sous puissance maximum
Ni la première, ni la deuxième loi de la thermodynamique ne permettent de mesurer le rythme de conversion énergétique. Lorsqu’une mesure du rythme maximal de conversion énergétique est incluse dans la mesure du rendement exergétique, on l’appelle rendement exergétique sous puissance maximum, et elle est directement liée au principe de puissance maximum (Gilliland (1978), p. 101).